# Nathan Petrelli
Nathan Petrelli est un personnage de fiction du feuilleton télévisé américain Heroes (NBC), interprété par Adrian Pasdar.

## Son histoire

### Passé
Alors qu'il était enfant, il adorait jouer avec des avions. Lorsqu'il était adolescent, il tomba amoureux de Kelly, la fille de Millie mais provoqua accidentellement sa mort, avant que sa mère n'efface sa mémoire avec l'aide de l'Haïtien. Plus tard, il devint marin et tomba amoureux de Meredith Gordon puis s'en alla en sachant qu'elle attendait un enfant, une fille dénommée Claire. 
Peu de temps avant le début de la série, devenu procureur, il poursuit M. Linderman malgré l'opposition de son père Arthur. Il va ensuite avec Heidi à la fête de Peter, son frère, qui fête son diplôme d'infirmier. En rentrant, des hommes de main de Linderman les poursuivent et provoquent un accident auquel Nathan échappe en utilisant pour la première fois (et par inadvertance) son pouvoir. Après avoir appris que sa femme serait en fauteuil roulant, il soupçonne son père et demande à Peter de témoigner contre lui, ce qu'il accepte. Peu de temps avant le procès, il découvre que son père a fait une crise cardiaque et l'annonce à son frère.

### Volume 1: Genesis
Grand frère de Peter Petrelli, c'est un homme politique tout comme l'avait été son père et il est en campagne électorale pour un siège au Congrès. 
Son frère, Peter, le pousse à utiliser son pouvoir (capacité de voler) dans le but d'aider l'humanité, mais celui-ci est réticent et se dévoile comme un personnage complexe, dont les motivations ne sont pas bien cernées.
On apprend également qu'il est aussi le père biologique de Claire Bennet. 
Nathan est un personnage intrigant du fait qu'il n'est pas fasciné par son pouvoir, et qu'il l'utilise sans se poser de questions ou paraître étonné. Il collabore avec le FBI pour faire tomber M. Linderman, mais lorsqu'il apparaît que ce dernier l'a piégé, il décide de le tuer, avant d'y renoncer. 
Linderman apprend à Nathan que le monde a mal tourné, qu'il est corrompu, et que l'unique solution pour le guérir est de lier les gens du monde entier autour d'un deuil, dans un effort de rétablissement, et qu'il est pour cela nécessaire de laisser la bombe exploser en dépit des milliers de pertes humaines que cela causera. Enfin, Linderman lui annonce que le monde aura besoin de lui pour se relever, pour se ressembler, autour d'une figure forte : lui en président des États-Unis.
Par la suite Nathan fera en sorte que la bombe explose en n'aidant pas réellement Peter qui lui est censé être la bombe, il fera même son possible pour que Claire quitte le pays alors que Peter veut qu'elle reste parce qu'il a besoin d'elle.
Claire le ramènera à la raison en lui demandant de quel droit il laisserait Peter se rendre responsable de la mort de nombreuses personnes.
Alors que Peter sera sur le point d'exploser, Nathan viendra pour l'aider et afin que Claire n'ait pas à tuer Peter. 
Il emmène ensuite Peter avec lui dans le ciel puis on voit l'explosion.

### Volume 2: Générations
Dans la saison 2, on découvre ce qui s'est passé: une fois haut dans le ciel, Peter demanda à Nathan de le lâcher pour qu'il s'éloigne de lui avant d'exploser. Peter ne pouvait voler lui-même tout en retardant son explosion. Nathan ne lâcha Peter qu'après avoir senti les premières brûlures. Puis il fut touché par l'explosion, perdit conscience et tomba en chute libre. Peter le rattrapa, pouvant à nouveau voler après avoir évacué sa puissance explosive, et le ramena dans un hôpital. Quelques mois plus tard, Peter revint avec Adam Monroe, qui mit un peu de son sang dans la perfusion de Nathan, le guérissant et effaçant même ses cicatrices. Peter s'enfuit avant même de voir que son frère s'est remis. Nathan se réveille peu après, mais ignorant qui l'a sauvé, il croit que son frère est mort.
À la suite de la disparition de son frère, Nathan fait une dépression, et s'est mis à boire. De plus, il a perdu sa femme et son poste au Congrès. Il refusa même de venir en aide à Claire Bennet, sa fille biologique. Finalement, quand sa mère Angela fut accusée du meurtre du père d'Hiro, Nathan fait équipe avec Matt Parkman pour poursuivre le vrai meurtrier. Après leur échec, ils vont auprès de la Compagnie pour y faire soigner Molly. Il parvient à arrêter Niki Sanders et elle s'injecta le virus au lieu de l'injecter à Bob.
La menace devenant pressante, sa mère demande à Nathan et Parkman d'arrêter Peter et Adam Monroe, qui vont libérer un virus capable d'éliminer la plus grande partie de l'humanité. Ils s'allient alors à Hiro Nakamura, qui poursuit le même objectif. Nathan regagne facilement la confiance de son frère, et ils détruisent le virus alors que Hiro neutralise Adam.
Nathan, Peter et Parkman décident alors qu'il est temps de révéler publiquement l'existence d'hommes à pouvoirs. Mais au terme de l'introduction de la conférence, Nathan est abattu.

### Volume 3: Les Traîtres
Le tireur est en réalité Peter, venant du futur, pour empêcher sa révélation qui sera catastrophique. Emmené d'urgence à l'hôpital, il meurt avant de revenir à la vie miraculeusement. Il sera alors en prise avec sa foi, priant plusieurs fois par jour, refusant ainsi l'offre de Tracy Strauss de revenir au bureau du procureur pour devenir sénateur au Congrès (il la prendra d'ailleurs pour Niki Sanders). Mais il aura également des apparitions de Daniel Linderman, créées par Maury Parkman, le convaincant d'accepter l'offre, ce qu'il fera.
À la suite d'une nouvelle apparition de Linderman, Nathan ira sauver Tracy qui tentait de se suicider. Ils montrent ainsi chacun à l'autre leurs pouvoirs, puis passent la nuit ensemble. Ils vont ensuite tous deux voir Angela Petrelli, qui dirige maintenant Primatech. Elle leur révèle alors que leurs pouvoirs leur ont été donnés par une injection dans leur jeunesse, Nathan l'a reçue car son père, Arthur, était déçu qu'il n'ait pas de pouvoirs. Brisé et plein de questions, il se rend avec Tracy chez Mohinder Suresh. Mais le docteur indien, lui-même en proie à des mutations à la suite de l'injection de sa formule incomplète, cherche à retrouver la formule exacte et s'apprête à faire des expérimentations sur eux. Tracy et Nathan parviennent à s'enfuir.
Nathan appelle la Compagnie pour lui venir en aide avec Mohinder, mais ce dernier est déjà parti. Avec Tracy, il retrouve Noé Bennet et Meredith, ce qui ne manque pas de le surprendre. Il reçoit alors un appel de Claire : Peter a été agressé par Sylar. À son arrivée, il voit son frère blessé et sans pouvoirs, car Arthur, leur père est toujours en vie et il lui a tout enlevé. Nathan se rend alors avec Tracy à Pinehearst pour voir son père. Celui-ci lui révèle qu'il a un plan, dans lequel Nathan a une place de choix : celui de maître du monde. Mais Nathan se souvient de Linderman, et se montre extrêmement réticent. Il repart pour Primatech pour faire part de ses doutes à sa mère. Celle-ci veut mettre fin aux agissements de son mari, et envoie son fils chercher le Haïtien. Peter le rejoint et ils partent ensemble. Mais en survolant Haïti, l'éclipse commence, et ils tombent dans un lac. Nathan n'a plus de pouvoirs non plus.
Quand les frères retrouvent le Haïtien, celui-ci se bat contre son propre frère, Baron Samedi. Nathan se fera capturer, avant d'être sauvé par Peter et le Haïtien. Nathan, maintenant sénateur, choisit de repartir avec le Haïtien, laissant son frère s'occuper des hommes du Baron. L'éclipse prend fin, et Nathan intervenir finalement en volant pour sauver Peter. Nathan est alors décidé à sauver le monde, comme il a sauvé le village, et s'envole, seul.
Nathan rejoint finalement Pinehearst, où il prend part au programme de son père avec l'aide de Tracy : injecter la formule à des soldats volontaires. Il réclame cependant le total contrôle des opérations : il ne veut pas que son père soit le leader du plan. Arthur, d'abord réticent, le laisse faire et s'efface. Nathan parle alors avec quelques-uns des soldats, avant qu'ils ne reçoivent l'injection finalisée.
Quand Nathan voit retrouver son père, Sylar vient de le tuer, et il trouve Peter à ses côtés. Nathan demande alors que son frère se joigne à lui, mais il refuse, et le menace de son arme, avant de l'assommer. Quand il revient à lui, il trouve un des soldats à qui il a pu parler, mais il se fait tuer par Knox, chargé de le surveiller pendant que Peter et Flint détruise le laboratoire. Nathan attend le bon moment pour l'attaquer, et se jette sur lui. Ils se battent jusqu'à ce que Tracy ne tue Knox en le gelant. Elle veut récupérer la formule pour fuir et pouvoir recommencer plus tard, mais Nathan
veut encore sauver le projet. Il va retrouver Peter dans le laboratoire, en feu à cause de Flint, et l'attaque avec une barre de fer. Peter parvient à se faire une injection et s'envole avec son frère avant que Pinehearst n'explose. Ils atterrissent dans un champ, où Nathan hurle toute sa rage et sa rancœur contre son frère avant de s'envoler.

### Volume 4: Les Fugitifs
Dans le volume Fugitives, à la suite de ces événements, où Nathan s'est coupé de tous les autres, il confie au Président des dossiers tirés des archives de Primatech et Pinehearst sur les autres « spéciaux ». Il fait ainsi capturer de nombreuses personnes, dont Mohinder, Matt, Tracy, ainsi que son frère et sa fille Claire. Mais avec son accord avec Noé Bennet, il laisse partir Claire. Peu après, il se rend sur le site du crash de l'avion qui devait transporter les "spéciaux", qui se sont échappés. Les altercations avec Emile Danko, chef exécutif des opérations, commencent. Il reçoit un appel de Tracy, prête à lui donner son frère en échange de sa liberté. Nathan parviendra à la capturer, mais Peter s'enfuira.
Nathan travaille dans le bâtiment 26 avec Bennet et Danko à la traque des évadés. Il recevra la visite impromptue d'Abby Collins, envoyée par la Maison Blanche pour voir le suivi des opérations. D'abord furieuse des conditions de détention, elle laissera le contrôle à Nathan, quand Tracy s'échappe de sa cellule et tue un assistant en le gelant. Nathan comprend que cet incident a eu lieu grâce à Danko. Il réalise également que the Hunter le surveille de près, ce qui l'inquiète, car il a un pouvoir également. Il le laisse cependant gérer l'intervention pour sauver Bennet, enlevé par Peter, Matt et Mohinder. Quand Peter fait irruption chez Danko, Nathan s'y rend, mais la rapidité de son intervention surprend the Hunter, et il commence à avoir des doutes en voyant Peter s'envoler du toit du bâtiment 26 après son intrusion avec Matt. Peter avait pris le pouvoir de Matt, et c'est bien Nathan qui l'a sauvé. Mais Peter prend la fuite, refusant de pardonner à son frère. 
Devant la défiance et les méthodes de Danko, Nathan fait tout pour l'évincer au profit de Bennet, mais the Hunter parvient à retourner la situation en poussant Nathan à travers une vitre. Nathan s'envole, se trahissant. Il part sauver Claire qui allait se faire capturer avant de fuir au Mexique. Ils s'y cachent quelque temps, jusqu'à ce que sa mère l'appelle et lui demande de la rejoindre à Coyote Sands, en plein désert. Là-bas, il aide à déterrer les vieux secrets de sa mère Angela, et tente encore de se réconcilier avec son frère. Après qu'Angela a retrouvé sa sœur, Nathan se résout à retourner à Washington pour voir le Président et tout arrêter, mais Sylar, devenu caméléon, a déjà pris son apparence. Peter et lui vont donc au Capitole pour stopper Sylar avant qu'il ne soit trop tard et s'y affrontent. Mais Peter est blessé et Nathan, seul, se fait égorger par Sylar.
Angela prend toutefois la décision de ne pas vraiment laisser mourir son fils en utilisant les pouvoirs de Matt Parkman pour manipuler mentalement Sylar et le convaincre d'être Nathan Petrelli.

### Volume 5: Rédemption
Nathan, maintenant dans le corps de Sylar, occupe sa place au Congrès, tout en se liant à sa mère pour la création de la nouvelle Compagnie. Ses lacunes mémorielles se comblent au fur et à mesure du contact avec les objets. Mais quand Nathan fait bouger sa tasse par télékinésie et génère des éclairs par ses mains, il prend peur. Il essaie de contacter son frère, en vain.
En touchant des objets de son enfance et son adolescence, les souvenirs de la mort de Kelly, une petite amie supposée disparue, lui reviennent. Il va alors demander de l'aide à son frère : ils se retrouvent à l'hôpital, Nathan montre son pouvoir de télékinésie et l'apparition de ces souvenirs. Peter lui conseille d'aller chez Millie, la mère de Kelly et d'utiliser la psychométrie pour en savoir plus. Il découvre alors toute l'histoire de la mort de Kelly : Nathan l'a tué accidentellement en la faisant tomber dans la piscine, heurtant sa nuque sur le bord. Il demande à sa mère pourquoi les souvenirs avaient disparu, et elle avoue avoir demandé à l'Haïtien d'intervenir pour le protéger. Nathan va alors tout avouer à Millie. Alors qu'il allait appeler la police, Nathan se fait enlever, tuer et enterrer dans la forêt, sur ordre de Millie. Il survit, mais sort du trou avec le visage de Sylar.
L'esprit de Nathan resurgit une semaine plus tard, sans souvenir de ce qui s'est passé. Il prend son vol vers l'appartement de Peter, qui l'accompagne au travail. Grâce à l'Haïtien, ils découvrent le corps conservé de Nathan dans un entrepôt, puis retrouvent Matt Parkman qui ne parvient pas à empêcher l'esprit de Sylar de retrouver son corps. Réalisant alors la réalité, il tente de fuir et de s'isoler du monde, mais Peter le convainc de ne pas le faire.
Commence alors un combat intérieur entre Sylar et Nathan pour la possession du corps, mais malgré l'aide de Peter, Nathan choisit de se laisser mourir en tombant d'un toit, laissant Sylar revenir définitivement.
Peter rend un dernier hommage à Nathan lors de la BD "Requiem pour mon frère".

### Futurs alternatifs
Dans l'épisode 1x20 "Five years gone", on découvre que Nathan est devenu Président des États-Unis et qu'il a été tué par Sylar qui a ensuite pris son apparence grâce au pouvoir de Candice Wilmer, conformément au tableau de Isaac Mendez.
Dans l'épisode 2x07 « Out of time », Angela dit à Peter que Nathan est mort au début de l'épidémie.
Dans l'épisode 3x04 « I am become death », Nathan est Président des États-Unis et marié à Tracy Strauss. À la suite de la capture de Peter Petrelli par Claire Bennet, il demande à parler seul avec son frère. Ce dernier, après avoir pris le pouvoir de Sylar, ne contrôle pas sa faim et finit par tuer Nathan avant de repartir dans le présent.

### Dans les autres médias
Le site de sa campagne électorale (un site internet écrit d'un point de vue interne à l'univers de fiction, mais existant réellement) comporte un message indiquant qu'il démissionne de son mandat.
Une BD en ligne montre un aspect du caractère de Nathan: il a sauvé une femme d'un incendie en utilisant son pouvoir, en pensant que c'est ce que Peter aurait fait. La femme ne reconnaît pas le candidat à l'élection, mais il lui laisse un badge "Votez Petrelli".